# انس الجبارات
انس الجبارات (عربی: أنس عبد السالم الجبارات؛ زادهٔ ۲۴ فوریهٔ ۱۹۸۹) بازیکن فوتبال اهل اردن است.
از باشگاه‌هایی که در آن بازی کرده‌است می‌توان به باشگاه فوتبال الشباب اردن اشاره کرد.
وی همچنین در تیم‌های ملی فوتبال زیر ۲۳ سال اردن و اردن بازی کرده‌است.